# Vertamocores
Les Vertamocores, ou Vertamocori, ou Vertacomacori, sont un peuple gaulois du sud de la Gaule, ayant donné leur nom au plateau du Vercors. 

## Ethnonymie

### Attestations
Les Vertamocores sont attestés avec plusieurs ethnonymes :
- Vertamocori[1]. Cette forme est absente du dictionnaire Gaffiot. Nous la trouvons dans Caton (Origines, livre 2, fragments)[2].
- Vertamocorii[3].
- Vertacomacori, forme donnée par Pline (3, 24). C'est un peuple de la Narbonnaise qui fait partie des Voconces[4].
- Vertacomicorii[5].

En français, leur ethnonyme donnera le toponyme « Vercors » et l'adjectif « vertacomicorien) ».

### Étymologie
L'ethnonyme gaulois Uertamocomi est composé avec l'adjectif uertamos « supérieur, excellent » et le nom commun corios « armée, troupe » ; il se traduit « excellentes troupes ». Le premier terme est un superlatif en -tamo fait sur la racine *uper- « sur, dessus ».

La racine indo-européenne *uper(o) a une valeur majorante ou augmentative. Elle est à l'origine du latin super, du grec hupér, du sanskrit upari, du gothique ufar, du vieux-haut-allemand ubir. Nous la retrouvons dans l'anglais over et l'allemand über.
Certains ont proposé la traduction « les vingt tribus ». Le linguiste Xavier Delamarre l'a jugée fantaisiste.

## Histoire
Les Vertamocores sont probablement associés au peuple Voconce. 
Une autre tribu « vertamocore » est attestée en Italie cisalpine,,. Le lien entre les deux peuples n'est cependant pas établi.

## Archéologie
Les traces archéologiques de culture matérielle ou d'implantation sont rares.

### Sources antiques
- Vers 77 : Pline l'Ancien (traduction de Hubert Zehnacker), Histoire naturelle : Livre III, p. 52. (autre traduction en ligne sur le site Remacle[11]).